# Елютин, Василий Павлович
Васи́лий Па́влович Елю́тин (16 июня 1924, Шершниха, Троицкий район, Алтайский край, СССР — 6 октября 1984, Новокузнецк, Кемеровская область, СССР) — советский военнослужащий, Гвардии старшина Советской Армии, участник Великой Отечественной войны, Герой Советского Союза (1944).

## Биография
Василий Елютин родился 16 июня 1924 года в селе Шершниха (ныне — Троицкий район Алтайского края). После смерти родителей рос в детском доме, окончил четыре класса школы. С 1939 года работал трактористом машинно-тракторной станции. В 1941 году окончил школу фабрично-заводского ученичества в Барнауле. В августе 1942 года Елютин был призван на службу в Рабоче-крестьянскую Красную Армию. С июня 1944 года — на фронтах Великой Отечественной войны, был снайпером 296-го гвардейского стрелкового полка 98-й гвардейской стрелковой дивизии 37-го Гвардейского стрелкового корпуса 7-й армии Карельского фронта. Отличился во время форсирования Свири.
21 июня 1944 года группа из четырёх бойцов во главе с Елютиным приняла участие в организации ложной переправы. Лодки Елютина и его товарищей с чучелами на них отплыли от берега, что создало для противника видимость начала форсирования реки советскими частями. Лодка Елютина была разбита миной и затонула, но сам он перебрался на лодку сержанта Чухреева и, маневрируя, обнаружил все огневые точки противника, что позволило их уничтожить.
Указом Президиума Верховного Совета СССР от 21 июля 1944 года гвардии старший сержант Елютин Василий Павлович был удостоен высокого звания Героя Советского Союза с вручением ордена Ленина и медали «Золотая Звезда» за номером 4390.
В дальнейшем Елютин участвовал в освобождении Чехословакии, Венгрии и Австрии. В 1947 году в звании старшины он был уволен в запас. Вернулся на родину, затем переехал в Новокузнецк. Работал трактористом, бульдозеристом, шофёром. Выйдя на пенсию, занимался общественной работой. Умер 6 октября 1984 года.
Был также награждён орденом Славы 3-й степени и рядом медалей.